# Родезия
Роде́зия (англ. Rhodesia [roʊˈdiːʒə]), официальное название — Республика Роде́зия — непризнанное государство, существовавшее с 1965 по 1979 год и располагавшееся в Южной Африке на территории колонии Южная Родезия и современного государства Зимбабве.
Южная Родезия провозгласила свою независимость от Великобритании в 1965 году после референдума, прошедшего в ноябре 1964 года, на котором подавляющее большинство (более 90 %) белых избирателей высказалось за независимость. Сперва колония рассчитывала стать независимым британским доминионом, но в 1970 году, после того как мировое сообщество по призыву Великобритании отказалось признать независимость Родезии, была провозглашена республика. У власти находилась партия белых родезийских националистов Родезийский фронт во главе с Яном Смитом.
В 1979 году, после затяжной гражданской войны, к власти пришли националистические военизированные группировки коренного чёрного населения. Название было изменено сперва на Зимбабве-Родезия, а затем на Зимбабве. Также произошла смена всех государственных символов. Великобритания и другие государства признали независимость Зимбабве в 1980 году.
Родезия получила своё название в честь Сесиля Джона Родса — английского колониста и бизнесмена, идеолога британской экспансионистской политики в Африке конца XIX века.

## История

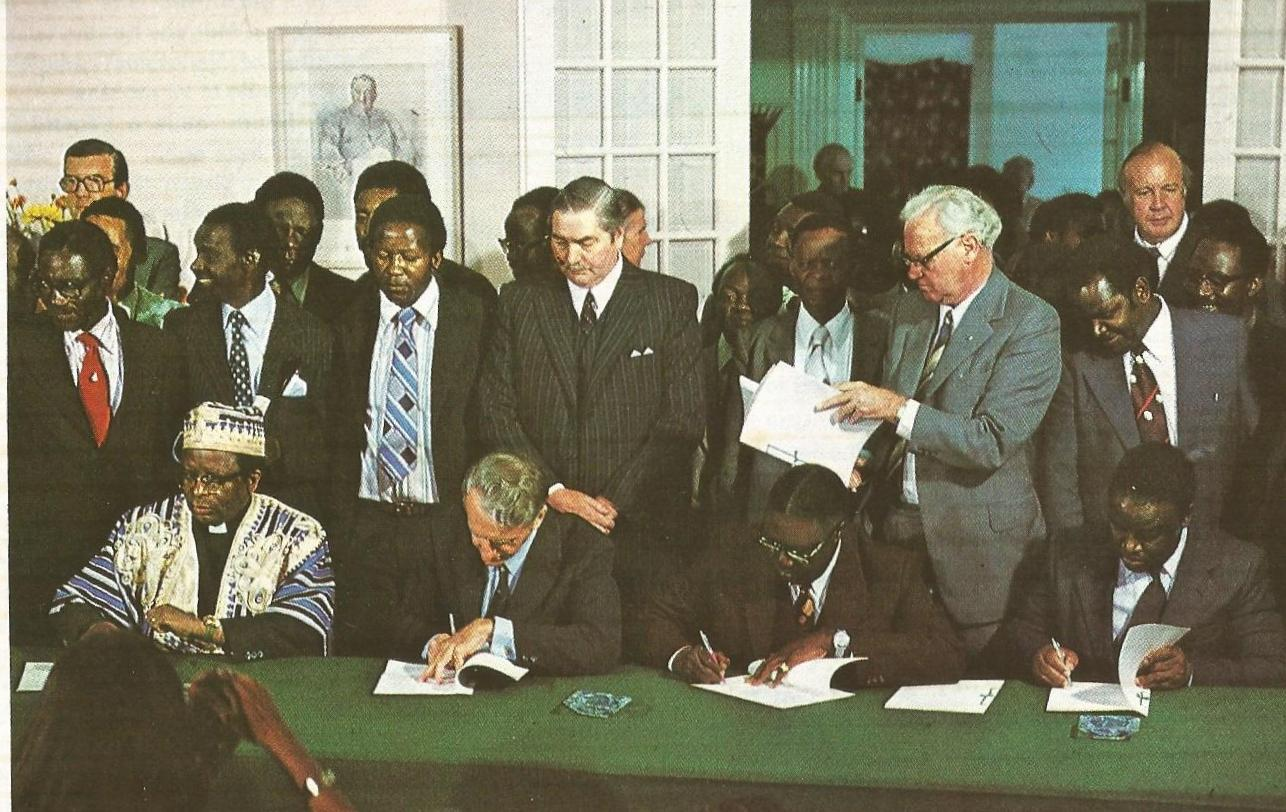
Подписание Внутреннего соглашения, 1979 год

Родезия провозгласила свою независимость от Великобритании в 1965 году, так как правительство колонии во главе с премьер-министром Яном Смитом было противником введения всеобщего избирательного права. Сначала колония рассчитывала стать независимым доминионом, но в 1970 году, после того как международное сообщество отказалось признать независимость Родезии, монархия была упразднена на референдуме и страна сменила название на Республика Родезия.
В 1979 году правительство Смита пошло на компромисс с умеренной оппозицией и подписало Внутреннее соглашение, согласно которому прошли всеобщие выборы, которые принесли победу епископу Абелю Музореве, а название страны менялось на Зимбабве-Родезия. Великобритания отказалась признать легальность нового режима. Новое Ланкастерхаузское соглашение с участием британских представителей, руководителей Родезии и лидеров радикальной оппозиции вернула страну временно под колониальную власть, которая провела новые выборы, закончившиеся победой лево-националистического Зимбабвийского африканского национального союза (англ. Zimbabwe African National Union; сокращённо ЗАНУ) и его лидера — Роберта Мугабе.
Во время своего существования Родезия граничила с Южной Африкой (ЮАР) на юге, Ботсваной и Юго-Западной Африкой (последняя под управлением ЮАР) на юго-западе, Замбией (бывшая Северная Родезия) на севере и португальским Мозамбиком (с 1975 — независимым Мозамбиком) на востоке. Несмотря на отсутствие официальных дипломатических отношений (Резолюция Совета Безопасности ООН 216 призвала все государства-члены отказать родезийскому правительству в дипломатическом признании), Родезия поддерживала широкую сеть полуофициальных политических и торговых представительств:
- Великобритания, Лондон
- США, Вашингтон
- Западная Германия, Бонн
- Португальский Мозамбик, Лоренсу-Маркиш
- Португалия, Лиссабон
- ЮАР, Претория
- Япония, Токио

## Политика
Несмотря на то, что Южная Родезия не получила статуса доминиона в Содружестве наций, жители Южной Родезии взяли курс на создание «ответственного правительства» в 1923 году. В списке избирателей были имущественные и образовательные квалификации. Согласно принципу Сесиля Родса «О равных правах для всех цивилизованных людей» не было никакого очевидного расового разделения, тем не менее, оно исключало из списка избирателей большинство коренных жителей.
До 1950-х годов в Южной Родезии была активная политическая жизнь с правыми и левыми партиями, которые конкурировали за власть. Родезийская Лейбористская партия имела места в Ассамблее и в муниципальных советах в течение 1920—1930-х годов. С 1953 по 1958 год, премьер-министром был Гарфилд Тодд, либерал, который сделал много, чтобы способствовать развитию черной общины через инвестиции в образование, жилье и здравоохранение. Тем не менее, правительство вынуждено было снять Тодда с должности, так как предложенные им реформы считались многими белыми слишком радикальными.
С 1958 года политика белых жителей была консолидирована вокруг сопротивления включению местных жителей в политическую жизнь. Конституция 1961 действовала в Южной Родезии и независимой Родезии до 1969 года, используя парламентскую систему Вестминстера, модифицированную систему отдельных списков избирателей с разной имущественной и образовательной квалификацией, независимо от расы. Белые занимали большинство мест в Ассамблее.
В 1969 году после принятия республиканской конституции был создан двухпалатный парламент, состоящий из Сената, избираемого непрямым голосованием и Палаты собрания, которая избиралась гражданами, фактически оставляя большинство мест для белых. Президент имел только церемониальное значение, а исполнительная власть принадлежала премьер-министру.

### Международные отношения
В течение всего периода одностороннего провозглашения независимости (1965—1979) Родезия проводила внешнюю политику в попытке добиться признания как независимого государства, настаивая на том, что ее политическая система будет включать в себя «постепенные шаги к передаче власти большинству». Антикоммунистическая Родезия пыталась представить себя Западу как государство, которое выступает против коммунистической экспансии в Африке.
Родезия получила небольшое международное признание за время своего существования; признание произошло только после выборов 1980 года и перехода власти к чёрному большинству.
Родезия хотела сохранить свой экономический потенциал, а также боялась коммунистических элементов в повстанческих силах, и, следовательно, считала, что политика постепенного продвижения в политическую жизнь чёрного большинства была оправдана. Тем не менее, международное сообщество отказалось принять это объяснение, думая, что их политика была направлена на сохранение расизма. Это отношение было частью более широкого контекста деколонизации, в ходе которой западные государства, такие как Великобритания, Франция и Бельгия давали независимость своим колониям в Африке, однако только после того, как к власти там придёт чёрное большинство.

## Вооружённые силы
Родезийские силы безопасности состояли из Родезийской армии под командованием Питера Уоллса, Королевских родезийских ВВС и Британской южноафриканской полиции. Несмотря на влияние экономических и дипломатических санкций, Родезия сумела развивать и поддерживать сильные и профессиональные военные силы в стране. Журнал Time сообщал в июне 1977 года, что «родезийская армия входит в числе лучших в мире боевых армий». Высокую репутацию имела родезийская спецслужба — Центральная разведывательная организация во главе с Кеном Флауэром.

## Население
| Город         | Белые            | Чёрные            | Другие         | Общее   |
| ------------- | ---------------- | ----------------- | -------------- | ------- |
| Солсбери      | 96,420 (25.07 %) | 280,090 (72.84 %) | 8,020 (2.09 %) | 384,530 |
| Булавайо      | 50,090 (20.40 %) | 187,590 (76.38 %) | 7,910 (3.22 %) | 245,590 |
| Мутаре        | 8,340 (17.93 %)  | 36,220 (77.88 %)  | 1,950 (4.20 %) | 46,510  |
| Гверу         | 8,390 (18.23 %)  | 36,880 (80.12 %)  | 760 (1.65 %)   | 46,030  |
| Кве кве       | 3,160 (9.62 %)   | 29,250 (89.01 %)  | 450 (1.37 %)   | 32,860  |
| Кадома        | 1,880 (8.97 %)   | 18,770 (89.55 %)  | 310 (1.48 %)   | 20,960  |
| Хванге        | 2,160 (10.72 %)  | 17,980 (89.28 %)  | ----           | 20,140  |
| Звишаване     | 1,560 (9.87 %)   | 14,170 (89.63 %)  | 80 (0.51 %)    | 15,810  |
| Форт Виктория | 2,530 (22.29 %)  | 8,470 (74.63 %)   | 350 (3.08 %)   | 11,350  |

### Расовый состав (перепись 20 марта и 29 апреля 1969)
| Раса    | Количество, чел. | %       |
| ------- | ---------------- | ------- |
| Чёрные  | 4 846 930        | 95,05 % |
| Белые   | 228 296          | 4,48 %  |
| Цветные | 15 153           | 0,30 %  |
| Азиаты  | 8 965            | 0,18 %  |

### Происхождение белого населения
| Страна                                        | Количество, чел. | %       |
| --------------------------------------------- | ---------------- | ------- |
| Родезия                                       | 92 934           | 40,71 % |
| ЮАР (в том числе ЮЗА)                         | 49 585           | 21,83 % |
| Великобритания                                | 52 468           | 22,98 % |
| Прочие государства Африки (в основном Замбия) | 12 556           | 5,50 %  |

## СМИ
Главными газетами были «Родезийский вестник» в Солсбери и «Хроники Булавайо». Среди новостных журналов был «Иллюстрированная жизнь Родезии».

## В астрономии
В честь Родезии назван астероид (1197) Родезия, открытый 9 июня 1931 года южноафриканским астрономом Сирилом Джексоном в Республиканской обсерватории Йоханнесбурга